# Rayan Philippe
Rayan Philippe (* 23. Oktober 2000 in Nizza) ist ein französischer Fußballspieler. Er steht seit Juli 2025 beim Hamburger SV unter Vertrag.

## Karriere

### Verein
Nach seinen Anfängen in der Jugend von Rapid Omnisports de Menton, AS Roquebrune-Cap-Martin, Cavigal Nice Sports und nochmals AS Roquebrune-Cap-Martin wechselte Philippe im Sommer 2015 in die Jugendabteilung des FCO Dijon. Im Sommer 2018 wurde er in den Kader der zweiten Mannschaft in der 5. Liga aufgenommen. Er kam dort aber auch zu seinem Profidebüt für die erste Mannschaft in der Ligue 1, als er am 24. August 2019, dem 3. Spieltag, bei der 0:2-Heimniederlage gegen Girondins Bordeaux eingewechselt wurde. Im Januar 2020 wurde er für den Rest der Saison in die 3. Liga zum Sporting Club de Toulon verliehen. Im September 2020 wurde er für eine Spielzeit an den AS Nancy in die Ligue 2 ausgeliehen.

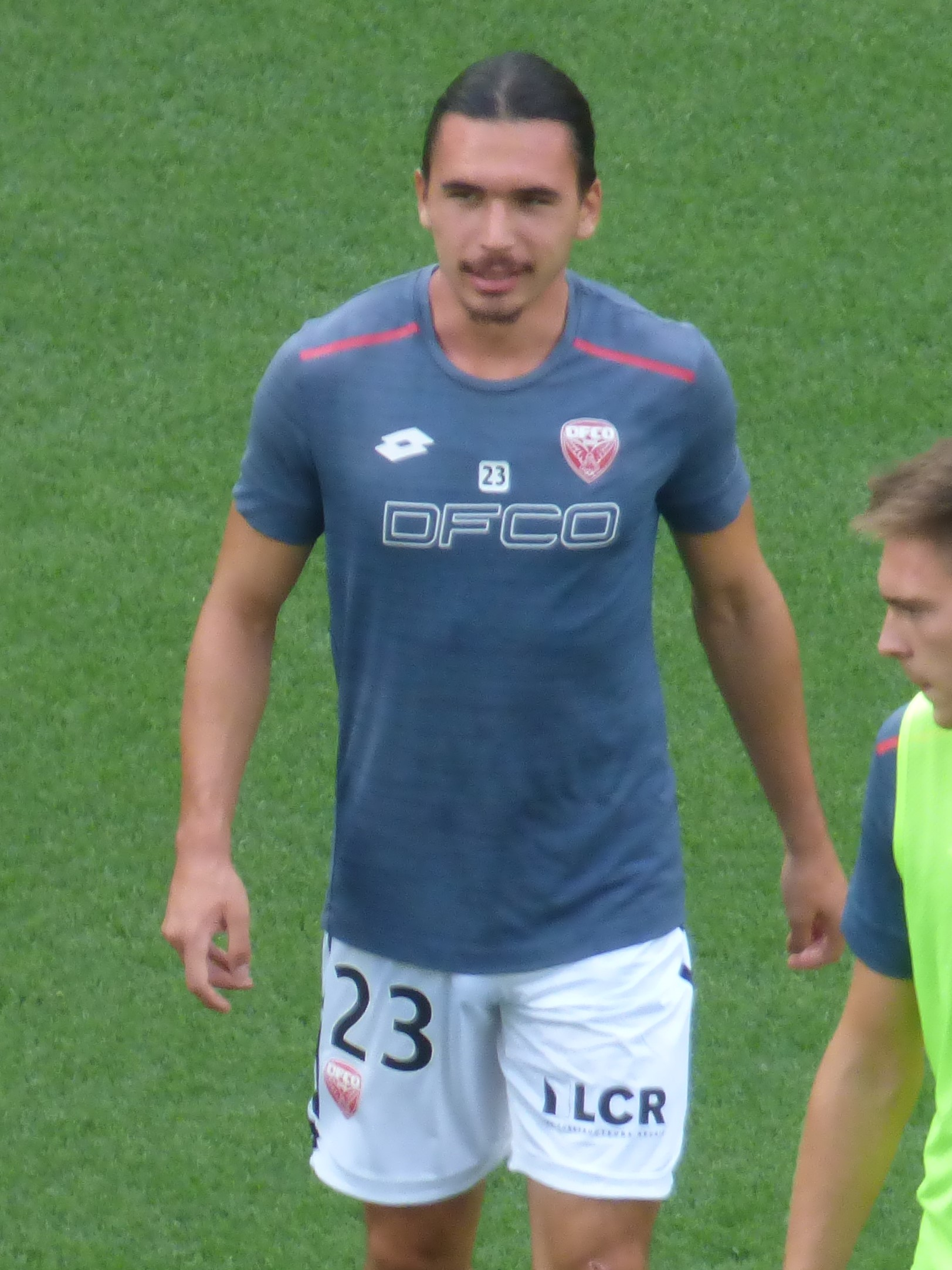
Rayan Philippe (2020)

 Im Sommer 2021 wechselte Philippe nach Luxemburg und schloss sich dem Erstligisten Swift Hesperingen an. Am Ende der Saison 2022/23 wurde er mit seinem Verein Meister und Torschützenkönig der BGL Ligue mit 32 Toren.
Er wechselte daraufhin zur Saison 2023/24 in die 2. Bundesliga zu Eintracht Braunschweig. Dort absolvierte er in seiner ersten Spielzeit 25 Ligaspiele und traf dabei acht Mal. In der Saison 2024/25 folgten 13 Tore in 34 Spielen. Die Braunschweiger mussten anschließend gegen den 1. FC Saarbrücken in der Relegation um den Abstieg in die 3. Liga antreten. Hier erzielte Philippe im Rückspiel ein Tor.
Zur Saison 2025/26 wechselte Philippe zum Hamburger SV, der zuvor in die Bundesliga aufgestiegen war.

### Nationalmannschaft
Der Stürmer bestritt im Jahr 2019 zwei Testspiele für die U-20-Nationalmannschaft des französischen Fußballverbandes.

## Titel
Verein
- Luxemburgischer Meister: 2023 (Swift Hesperingen)

Individuell
- Torschützenkönig der BGL Ligue: 2023 (32 Tore)